# Джуанда Картавіджая
Джуанда Картавіджая (індонез. Djoeanda Kartawidjaja) (14 січня 1911 — 7 листопада 1963) — індонезійський політик, міністр оборони, фінансів, суспільних робіт і транспорту, останній прем'єр-міністр країни, національний герой Індонезії.

## Життєпис
Походив зі знатної родини. 1933 року закінчив Вищу технічну школу в Бандунзі, отримавши диплом інженера і звання бакалавра технічних наук. У 1937—1942 роках був директором середньої школи у Джакарті, потім працював в іригаційному управлінні провінції Західна Ява.
Після проголошення незалежності Індонезії 1945 року Джуанда 12 разів входив до складу уряду країни. Від березня 1946 до листопада 1949 року обіймав посади міністра шляхів сполучення та міністра суспільних робіт. У серпні 1949 року як член делегації від Індонезії Джуанда очолював фінансово-економічну комісію на Конференції круглого столу у Гаазі. 1950 року, після ліквідації Сполучених Штатів Індонезії, займав пост міністра транспорту в кабінетах Натсіра, Сукімана й Вілопо. Також був міністром фінансів і планування в уряді Алі Састроаміджойо. 1954 року став директором Державної планової ради Індонезії, а у квітні того ж року отримав пост радника Састроаміджойо на конференції голів урядів у Коломбо. У травні 1955 року супроводжував Састроаміджойо під час його візиту до КНР. У другому кабінеті Састроаміджойо (1956 −1957) Джуанда обіймав посаду міністра державного планування.
8 квітня 1957 року, після невдалих спроб Радена Сувірьо сформувати уряд, президент Сукарно оголосив про формування позапартійного ділового кабінету. Джуанда Картавіджая очолив той уряд й одночасно отримав пост міністра оборони.
9 липня 1959 року, коли була відновлена конституція 1945 року, і президент особисто очолив уряд, пост прем'єр-міністра було ліквідовано. Джуанда отримав посаду першого міністра, поступившись портфелем міністра оборони генералу Насутіону. Залишався першим міністром до самої своєї смерті 1963 року, після чого й ту посаду було ліквідовано.

## Нагороди
- Національний герой Індонезії;
- Орден «Зірка Республіки Індонезії» 2-го ступеню (1961)